# Liste der Erzbischöfe von Pamplona
Die folgenden Personen waren Bischöfe und Erzbischöfe von Pamplona (Spanien):
- Heiliger Fermin
- Liliolo (um 589 bis 592)
- Juan I. (um 610)
- Atilano (um 683)
- Marciano (um 693)
- Opilano (um 829)
- Wilesindo (848–860)
- Jimeno (876–914)
- Basilio (918–922)
- Galindo (922–928)
- Valentín (928–947)
- Blasco I. (um 971 bis 972)
- Bibas (um 979)
- Julián (983–985)
- Sisebuto (981–997)
- Eximeno (1000–1005)
- Sancho „El Mayor“ (1015–1024)
- Sancho „El Menor“ (1025–1051)
- Juan II. (1052–1068)
- Blasco II. (1070–1076)
- García Ramírez von Aragón (1077–1083) (ein Sohn von König Ramiro I. von Aragón)
- Pedro de Roquez oder de Anduque (1083–1115)
- Guillermo (1122)
- Sancho de Larrosa (1122–1142)
- Lope de Artajona (1143–1159)
- Sancho (1160–1164)
- Pedro Compostelano (1162–1164)
- Raimundo (1163)
- Bibiano (1165–1166)
- Pedro de Paris (1167–1193)
- Martín (1193–1194) (Elekt)
- García Fernández (1194–1205)
- Juan de Tarazona (1205–1211)
- Espárago de la Barca (1212–1215)
- Guillermo de Santonge (1215–1219)
- Remigio (Ramiro) de Navarra (1220–1228) (ein Sohn von König Sancho VII. von Navarra)
- Pedro Ramírez de Piedrola (1230–1238)
- Pedro Jiménez de Gazólaz (1241–1266)
- Armingo (1268–1277)
- Miguel Sánchez de Uncastillo (1277–1286)
- Miguel Periz de Legaria (1288–1304)
- Arnaldo de Puyana (1310–1316)
- Guillermo Mechín (1316–1317)
- Raul Rossellet (1317)
- Miguel de Maucondiut (1317) (Elekt)
- Semen García de Asiaín (1317) (Elekt)
- Arnaldo de Barbazán (1318–1355)
- Pedro de Monteruc (1355–1356)
- Miguel Sánchiz de Asiaín (1356–1364)
- Bernardo Folcaut (1364–1377)
- Martín de Zalba (1377–1390 Bischof, 1390–1403 Administrator)
- Miguel de Zalba (1404–1406) (Administrator)
- Martín de Eusa (1406–1407) (Generalvikar)
- Nicolás López de Roncesvalles (1407–1408) (Vikar)
- García de Aibar (1408) (Generalvikar)
- Lancelote de Navarra (1408–1420) (Generalvikar)
- Sancho Sánchiz de Oteiza (1420–1425)
- Martín de Peralta I. (1426–1456)
- Martín de Peralta II. (1457–1458)
- Bessarion (1458–1462) (Administrator)
- Nicolás de Echávarri (1462–1469)
- Alfonso Carrillo (1473–1491)
- César de Borja (1491–1492) (auch Erzbischof von Valencia)
- Antonio Pallavicino Gentili (1492–1507) (Administrator)
- Fazio Giovanni Santori (1507–1510) (Administrator)
- Amanieu d’Albret (Amanevo de Labrit) (1510–1512) (Administrator) (1. Mal) (Haus Albret)
- Juan Rufo (1512–1517) (Administrator)
- Amanieu d’Albret (Amanevo de Labrit) (1517–1520) (Administrator) (2. Mal) (Haus Albret)
- Alessandro Cesarini (1520–1538) (Administrator)
- Juan Reina (1538–1539)
- Pedro Pacheco Ladrón de Guevara (1539–1545) (auch Bischof von Jaén)
- Antonio de Fonseca OSA (1545–1550)
- Alvaro Moscoso (1550–1561) (auch Bischof von Zamora)
- Diego Ramírez Sedeño de Fuenleal (1561–1573)
- Antonio Manrique Valencia (1575–1577) (Haus Manrique de Lara)
- Pedro de Lafuente (1578–1587)
- Bernardo de Rojas y Sandoval (1588–1596) (auch Bischof von Jaén)
- Antonio Zapata y Cisneros (1596–1600) (auch Erzbischof von Burgos)
- Mateo Burgos Moraleja OFM (1600–1606) (auch Bischof von Sigüenza)
- Antonio Benegas Figueroa (1606–1610) (auch Bischof von Sigüenza)
- Prudencio Sandobal OSB (1612–1620)
- Francisco Hurtado de Mendoza y Ribera (1621–1622) (auch Bischof von Málaga)
- Cristóbal Lobera Torres (1623–1625) (auch Bischof von Córdoba)
- José González Díez OP (1625–1627) (auch Erzbischof von Santiago de Compostela)
- Pedro Fernández Zorrilla (1627–1637)
- Juan Queipo de Llano Flores (1639–1647) (auch Bischof von Jaén)
- Francisco Díaz Alarcón y Covarrubias (1648–1657) (auch Bischof von Córdoba)
- Diego de Tejada y la Guardia (1658–1663)
- Andrés Girón (1664–1670)
- Pedro Roche (1670–1683)
- Juan Grande Santos de San Pedro (1683–1692)
- Toribio Mier (1693–1698)
- Juan Iñiguez Arnedo (1700–1710)
- Pedro Aguado CRM (1713–1716)
- Juan Camargo Angulo (1716–1725)
- Andrés Murillo Velarde (1725–1728)
- Melchor Angel Gutiérrez Vallejo (1729–1734)
- Francisco Ignacio Añoa Busto (1735–1742) (auch Erzbischof von Saragossa)
- Gaspar Miranda Argáiz (1742–1767)
- Juan Lorenzo Irigoyen Dutari (1768–1778)
- Agustín Lezo Palomeque (1779–1783) (auch Erzbischof von Saragossa)
- Esteban Antonio Aguado Rojas (1785–1795)
- Lorenzo Igual Soria (1795–1803) (auch Bischof von Plasencia)
- Veremundo Anselmo Arias Teixeiro (1804–1814) (auch Erzbischof von Valencia)
- Joaquín Javier Uriz Lasaga (1815–1829)
- Severo Leonardo Andriani Escofet (1829–1861)
- Pedro Cirilo Uriz Labayru (1861–1870)
- José Oliver y Hurtado (1875–1886)
- Antonio Ruiz-Cabal y Rodríguez (1886–1899)
- José López Mendoza y García OSA (1899–1923)
- Mateo Múgica Urrestarazu (1923–1928) (auch Bischof von Vitoria)
- Tomás Muñiz Pablos (1928–1935) (auch Erzbischof von Santiago de Compostela)
- Marcelino Olaechea Loizaga SDB (1935–1946) (auch Erzbischof von Valencia)
- Enrique Delgado y Gómez (1946–1968) (erster Erzbischof ab 1956)
- Arturo Tabera CMF (1968–1971)
- José Méndez Asensio (1971–1978) (auch Erzbischof von Granada)
- José María Cirarda Lachiondo (1978–1993)
- Fernando Sebastián Aguilar CMF (1993–2007) (später Kardinal)
- Francisco Pérez González (2007–2023)
- Florencio Roselló Avellanas OdeM (seit 2023)